# Punto e basta
Punto e basta era un programma televisivo di varietà trasmesso dal 26 aprile al 14 giugno 1975; andava in onda il sabato sul programma nazionale ed era condotto da Gino Bramieri e Sylvie Vartan.
Gli autori erano Italo Terzoli ed Enrico Vaime, la regia era di Romolo Siena, l'orchestra era diretta da Pino Calvi. La particolarità del programma era nella collocazione del pubblico, che era piazzato attorno a tavolini come in un locale di cabaret. lo spettacolo verteva sulle esibizioni musicali di Sylvie Vartan e sulla comicità di Bramieri.
Numerosi gli ospiti intervenuti nel corso delle puntate: le Gemelle Kessler, The Rubettes, Raffaella Carrà, Eumir Deodato, Johnny Hallyday, Adriano Celentano, Claudia Mori, Jack La Cayenne, Vanna Revelli (Gelsomina), Bertice Reading e Loretta Goggi.

## Curiosità
A conclusione di ogni puntata, Gino Bramieri enumerava il proprio repertorio di barzellette, fino ad introdurne una su un uomo di colore, il quale cammina svestito sotto la pioggia. La storiella - o presunta tale - veniva interrotta puntualmente dal titolo "Punto e basta". Il finale fu detto nell'ultima puntata.